# Trà Bồng
Trà Bồng là một huyện miền núi nằm ở phía tây bắc tỉnh Quảng Ngãi, Việt Nam.

## Địa lý
Huyện Trà Bồng là một huyện miền núi nằm ở phía tây bắc của tỉnh Quảng Ngãi, có độ cao từ 80 - 1.500 m so với mực nước biển.
Huyện có vị trí địa lý:
- Phía đông giáp huyện Bình Sơn và huyện Sơn Tịnh
- Phía tây giáp huyện Bắc Trà My, tỉnh Quảng Nam
- Phía nam giáp huyện Sơn Tây
- Phía bắc giáp hai huyện Bắc Trà My và Núi Thành thuộc tỉnh Quảng Nam.

Huyện lỵ của huyện là thị trấn Trà Xuân, cách thành phố Quảng Ngãi khoảng 50 km về phía tây bắc theo Quốc lộ 1 và tỉnh lộ 622.
Trà Bồng nằm ở vùng khí hậu á nhiệt đới, nhiệt độ trung bình 26-27 °C, có 2 mùa mưa nắng tương đối rõ rệt. Mùa nắng từ tháng 2 đến tháng 8 (âm lịch), khí hậu mát mẽ, mưa nhiều, lượng mưa trung bình 50-60mm/tháng. Mùa mưa kéo dài từ tháng 9 đến tháng 1 năm sau, thường hay gây lũ, lụt, sạt lở núi gây khó khăn trở ngại cho đời sống nhân dân các dân tộc trong huyện.
Là một huyện miền núi nên diện tích đồi núi chiếm phần lớn đất đai trong huyện, vùng đồng bằng nằm ở phía Đông huyện, giáp với huyện Bình Sơn và phía hữu ngạn sông Trà Bồng, nằm ở các xã Trà Phú, Trà Bình và thị trấn Trà Xuân.
Địa hình huyện Trà Bồng khá phức tạp, bị chia cắt mạnh bởi các khối núi và sông suối chằng chịt trong các thung lũng nhỏ hẹp, núi ở đây có độ dốc lớn.
Dân tộc Kinh sống tập trung chủ yếu ở các xã Trà Phú, Trà Bình và thị trấn Trà Xuân. Người Kor sống rải rác ở các xã còn lại của huyện. Người Kor ở Trà Bồng thuộc nhóm ngữ hệ Môn – Khmer. Người Kor sống thành từng Nóc (làng), có đến vài chục hộ gia đình cùng quần cư trong 1 Nóc, Nóc của người Kor thường ở trên lưng chừng núi hay ven các dòng sông suối hoặc ở giữa thung lũng. Phương thức sản xuất canh tác cũng gần giống với các dân tộc khác ở dọc Trường Sơn - Tây Nguyên, chủ yếu là sản xuất lúa nước kết hợp với kinh tế nương rẫy. Bên cạnh đó người Kor còn săn bắt, hái lượm, đánh cá dọc theo các sông, suối.
Trong quá trình phát triển bên cạnh nét văn hóa chung với các dân tộc khác nhau ở miền Tây Quảng Ngãi, người Kor ở Trà Bồng vẫn bảo lưu và phát triển được vốn văn hóa cổ truyền giàu bản sắc của dân tộc mình như: các lễ hội truyền thống, Nghệ thuật Dân ca, Dân nhạc, Dân vũ, Nghệ thuật Điêu khắc, đan lát, trang sức, trang phục độc đáo riêng có của Trường Sơn – Tây Nguyên.
Trên địa bàn huyện có trên 4 dân tộc cùng sinh sống gồm Kinh, Kor, Hrê và Ca Dong, ngày nay còn có dân tộc Mường và các dân tộc khác... Về tín ngưỡng, tâm linh các dân tộc Trà Bồng đều theo Đảng và Bác Hồ, người Kor Trà Bồng tôn thờ vạn vật hữu linh, một số theo 4 tôn giáo nhỏ là Thiên Chúa, Tin Lành, Phật giáo, Cao Đài.

## Lịch sử
Theo sách Đại Nam Nhất Thống Chí, Trà Bồng xưa là một trong bốn nguồn (nguyên) của tỉnh Quảng Ngãi, được gọi là "Nguồn Đà Bồng". Năm Minh Mạng thứ 13 (1832), triều Nguyễn đổi tên thành "Nguồn Thanh Bồng". Năm 1915 Thực dân Pháp đổi thành "Đồn Trà Bồng" gồm 3 tổng: Sơn Bồng, Sơn Thuận và Sơn Thọ, chia làm 34 sách (làng).
Năm 1930, Thực dân Pháp đặt tại đây Đồn kiểm lý, dưới đồn kiểm lý có " Chánh, phó tổng dịch Man" ở các tổng và "Sách trưởng" ở các sách. Sau đó "Đồn Trà Bồng" được đổi tên thành " Châu Trà Bồng". Ở các xã vùng thấp, đồng bào Kinh sinh sống (lúc này thuộc huyện Bình Sơn) gồm: Làng Xuân Khương, ấp Đại An; làng Đông Phú, ấp Phú Tài; làng Bình Hòa, làng An Phong, ấp Thạch Bích; ở mỗi làng Thực dân Pháp đặt một Lý trưởng đứng đầu.
Sau Cách mạng tháng Tám năm 1945, Chính quyền cách mạng đổi tên châu Trà Bồng thành huyện Trà Bồng, các sách cũ nhập thành các xã mới, các làng ở phía tây huyện Bình Sơn nhập vào huyện Trà Bồng, hình thành 10 xã đồng bào dân tộc thiểu số là: Trà Khê, Trà Phong, Trà Quân, Trà Lâm, Trà Giang, Trà Thanh, Trà Lãnh, Trà Nham, Trà Thủy, Trà Sơn. Đối với các làng, ấp người Kinh, chính quyền tổ chức lại thành 3 xã: Xuân Khương và Đại An hợp thành xã Nguyễn Lang; Đông Phú và Phú Tài hợp thành xã Đào Yển; Bình Hòa, Vinh Hòa, An Phong, Thạch Bích hợp thành xã Nguyễn Hiệt. Đầu năm 1946, ba xã Nguyễn Lang, Nguyễn Hiệt, Đào Yển hợp nhất thành xã có tên là Võ Cẩn.
Cuối năm 1955, sau khi tiếp quản Trà Bồng, chính quyền Sài Gòn đổi huyện Trà Bồng thành quận Trà Bồng, lập nên 7 xã và 13 ấp. ba xã người Kinh đổi tên gọi là Trà Khương, Trà An, Trà Hòa. Về phía chính quyền cách mạng, để xây dựng căn cứ địa phục vụ cho lãnh đạo, chỉ đạo, vào năm 1957, Tỉnh ủy Quảng Ngãi quyết định tách 4 xã người Kor của huyện Sơn Hà là: Sơn Thọ, Sơn Hiệp, Sơn Bùi, Sơn Tân, sáp nhập vào huyện Trà Bồng và lần lượt đổi tên thành: Trà Thọ, Trà Hiệp, Trà Tân, Trà Bùi.
Tháng 5 năm 1958, để thuận lợi cho việc lãnh đạo, chỉ đạo phong trào cách mạng, Tỉnh ủy Quảng Ngãi quyết định tách các xã Đông Bắc của huyện, thành lập khu I (Trà Xuân, Trà Phú, Trà Bình, Trà Sơn, Trà Thủy, Trà Giang) các xã vùng núi Cà Đam thành lập khu II (Trà Tân, Trà Bùi, Trà Phong, Trà Lãnh, Trà Nham, Trà Thọ, Trà Xinh, các xã phía Tây thành lập khu IV (Trà Khê, Trà Thanh, Trà Hiệp, Trà Lâm).
Đầu năm 1970, Trà Bồng được chia làm 2 huyện là Đông Trà và Tây Trà. Cuối năm 1970, Khu ủy V nhập huyện Trà Bồng và Sơn Tây thành Khu Sơn Trà trực thuộc Khu A của Khu ủy V. Cuối năm 1972, Khu Sơn Trà giải thể, các xã Sơn Tây trở lại Sơn Tây, các xã thuộc huyện Trà Bồng được tái lập như cũ.
Sau năm 1975, sau nhiều lần tách, nhập các đơn vị hành chính cơ sở, huyện Trà Bồng thuộc tỉnh Nghĩa Bình, gồm 20 xã: Trà Bình, Trà Bùi, Trà Giang, Trà Hiệp, Trà Khê, Trà Lâm, Trà Lãnh, Trà Nham, Trà Phong, Trà Phú, Trà Quân, Trà Sơn, Trà Tân, Trà Tây, Trà Thanh, Trà Thọ, Trà Thủy, Trà Trung, Trà Xinh và Trà Xuân.
Ngày 20 tháng 4 năm 1978, sáp nhập ba xã Trà Tây, Trà Xinh và Trà Trung vào xã Trà Thọ.
Ngày 30 tháng 6 năm 1989, tỉnh Quảng Ngãi được tái lập từ tỉnh Nghĩa Bình, huyện Trà Bồng thuộc tỉnh Quảng Ngãi. gồm 19 xã: Trà Bình, Trà Bùi, Trà Giang, Trà Hiệp, Trà Khê, Trà Lâm, Trà Lãnh, Trà Nham, Trà Phong, Trà Phú, Trà Quân, Trà Sơn, Trà Tân, Trà Thanh, Trà Thọ, Trà Thủy, Trà Trung, Trà Xinh và Trà Xuân.
Ngày 23 tháng 6 năm 1999, Chính phủ ban hành Nghị định 39/1999/NĐ-CP về việc thành lập xã, thị trấn thuộc các huyện Sơn Tây, Đức Phổ, Ba Tơ và Trà Bồng, tỉnh Quảng Ngãi. Theo đó, thành lập thị trấn Trà Xuân trên cơ sở toàn bộ diện tích và dân số của xã Trà Xuân.
Năm 2002, huyện Trà Bồng có thị trấn Trà Xuân và 18 xã: Trà Bình, Trà Bùi, Trà Giang, Trà Hiệp, Trà Khê, Trà Lâm, Trà Lãnh, Trà Nham, Trà Phong, Trà Phú, Trà Quân, Trà Sơn, Trà Tân, Trà Thanh, Trà Thọ, Trà Thủy, Trà Trung, Trà Xinh.
Ngày 1 tháng 12 năm 2003, Chính phủ ban hành Nghị định số 145/2003/NĐ-CP. Theo đó, tách 9 xã: Trà Khê, Trà Lãnh, Trà Nham, Trà Phong, Trà Quân, Trà Thanh, Trà Thọ, Trà Trung, Trà Xinh để thành lập huyện Tây Trà.
Huyện Trà Bồng còn lại thị trấn Trà Xuân và 9 xã: Trà Phú, Trà Bình, Trà Tân, Trà Bùi, Trà Giang, Trà Thủy, Trà Hiệp, Trà Lâm, Trà Sơn.
Ngày 10 tháng 1 năm 2020, Ủy ban Thường vụ Quốc hội ban hành Nghị quyết số 867/NQ-UBTVQH14 về việc sắp xếp các đơn vị hành chính cấp huyện, cấp xã thuộc tỉnh Quảng Ngãi (nghị quyết có hiệu lực từ ngày 1 tháng 2 năm 2020). Theo đó:
- Sáp nhập toàn bộ 339,10 km² diện tích tự nhiên và 20.168 người của huyện Tây Trà (gồm 9 xã: Trà Khê, Trà Lãnh, Trà Nham, Trà Phong, Trà Quân, Trà Thanh, Trà Thọ, Trà Trung, Trà Xinh) trở lại huyện Trà Bồng.
- Hợp nhất hai xã Trà Quân và Trà Khê thành xã Sơn Trà.
- Hợp nhất hai xã Trà Nham và Trà Lãnh thành xã Hương Trà.
- Hợp nhất hai xã Trà Trung và xã Trà Thọ thành xã Trà Tây.

Huyện Trà Bồng có 1 thị trấn và 15 xã như hiện nay.

## Hành chính
Huyện Trà Bồng có 16 đơn vị hành chính cấp xã trực thuộc, bao gồm thị trấn Trà Xuân (huyện lỵ) và 15 xã: Hương Trà, Sơn Trà, Trà Bình, Trà Bùi, Trà Giang, Trà Hiệp, Trà Lâm, Trà Phong, Trà Phú, Trà Sơn, Trà Tân, Trà Tây, Trà Thanh, Trà Thủy, Trà Xinh.

## Kinh tế
Kinh tế Trà Bồng nhìn chung còn chậm phát triển so với mặt bằng chung của các địa phương khác trong tỉnh. Hoạt động kinh tế chủ yếu của nhân dân Trà Bồng là Nông – Lâm nghiệp, Công – Thương nghiệp và Dịch vụ, hiện đang trong quá trình trên đà phát triển.
Trong những năm qua mặc dù đời sống kinh tế của nhân dân tuy gặp nhiều khó khăn, nhưng nhờ sự quan tâm, lãnh đạo, chỉ đạo kịp thời của Đảng và Nhà nước, nhiều chương trình được triển khai trên địa bàn: Chương trình 134, 135, 30a, Nông thôn mới từng bước cơ sở hạ tầng được xây dựng khang trang, nhiều hợp phần hỗ trợ sản xuất, cũng như hỗ trợ xây dựng nhà ở cho hộ nghèo và các chương trình khác được đầu tư trên địa bàn huyện, cho nên nền kinh tế có bước phát triển theo hướng tích cực, từng bước thực hiện công tác giảm nghèo nhanh và bền vững.
Nông nghiệp của huyện chủ yếu là dựa vào trồng lúa, mía, khoai, mì, bắp và trồng quế....chăn nuôi gia súc, gia cầm ở huyện Trà Bồng phổ biến là bò, trâu, gà, vịt.
Tiểu thủ công nghiệp ở Trà Bồng chủ yếu vẫn là các nghề mang tính thủ công tự túc, tự cấp của người Kor, trong đó chủ yếu là đan lát các vật dụng dùng cho sinh hoạt và sản xuất như gùi các loại, chiếu nằm, chiếu phơi lúa... với những nét đan lát tinh xảo, vật liệu chủ yếu dùng mây, cây lùng, nứa sẵn có tại địa phương. Nghề thủ công của người Kinh thì chủ yếu là các nghề thông dụng như hồ, mộc, làm gạch ngói, rèn, khai thác đá và nghề sản xuất đồ thủ công mĩ nghệ từ vỏ quế như bình ly, ống đựng tăm, tinh dầu quế, quả bánh bằng vỏ quế già, sản xuất nhang quế.
Nhiều nhà máy, công ty, xí nghiệp ra đời và phát triển, điển hình là nhà máy sản xuất chế biến quế của công ty TNHH Hương Quế Trà Bồng, có nguồn nước khoáng Thạch Bích tại xã Trà Bình hiện được công ty Đường Quảng Ngãi đang đầu tư khai thác......
Thương mại và dịch vụ Trà Bồng đã và đang được quan tâm đầu tư phát triển. Huyện đã chủ động đầu tư, nâng cấp, mở rộng chợ Trà Bồng, và các chợ khác ở các xã và trung tâm cụm xã. Các loại hình dịch vụ như: internet, karaoke, nhà nghỉ... cũng đang trên đã xây dựng, hình thành và phát triển.

## Hạ tầng
- Cách khu kinh tế Dung Quất 22 km về phía tây.
- Quý III năm 2006, Bộ Giao thông vận tải sẽ khởi công tuyến Dung Quất - Trà Bồng - Bắc Trà My (Quảng Nam) nối khu kinh tế Dung Quất với Tây Nguyên, các tỉnh Đông Bắc Campuchia và Lào.

Cơ sở hạ tầng ở huyện đã có bước phát triển khá, hệ thống điện, đường, trường, trạm đã được chú trọng đầu tư, xây dựng và nâng cấp đồng bộ rộng khắp từ thị trấn đến các thôn xã.
Công tác thông tin liên lạc cũng được phát triển, ở huyện đã có Bưu điện huyện, các xã đều có điểm bưu điện văn hóa xã. Hệ thống Viễn thông được đầu tư, mạng cáp quang đã được kéo đến các xã, phục vụ cho việc hiện đại hóa về Công nghệ thông tin. Trung tâm huyện lỵ đã có đường 1 chiều, hệ thống điện đường từng bước được hiện đại hóa, Đường liên xã từ huyện về được nhựa hóa, phục vụ đắc lực cho hoạt động sản xuất và sinh hoạt của cán bộ và nhân dân;
Tính đến nay hầu hết các xã điều có điện, điện kéo về đã góp phần làm thay đổi lớn diện mạo của vùng đất quế, đời sống vật chất và tinh thần của người dân tăng lên rõ rệt.
Cùng với sự phát triển đó, các cơ sở công cộng như cơ quan, trường học, trạm y tế, bệnh viện cũng được đầu tư xây dựng khang trang. Các xã đồng bằng đều đã có nhà xây kiên cố, ở các làng đồng bào Kor, một số hộ gia đình cũng đã xây dựng được cho mình những ngôi nhà ngói khang trang kiên cố. Tuy nhiên việc phát triển không đồng đều giữa người Kinh và người Kor cũng là một trở ngại trên con đường phát triển của huyện nhà.

## Văn hóa
Điểm nổi bật trong văn hóa ở Trà Bồng là các di sản văn hóa cổ truyền và hoạt động văn hóa. Ở dân tộc Kor, di sản văn hóa khá phong phú, đậm nét còn lưu giữ nguyên vẹn. Trà Bồng là nơi cư trú chính của dân tộc Kor, nhà của người Kor thường ở trên lưng chừng núi, hay ven các dòng sông suối, nhà được chia dọc làm hai phần, một nửa chạy dọc suốt từ cầu thang đầu hồi bên này tới đầu hồi cầu thang bên kia gọi là gưl tức nơi sinh hoạt cộng đồng hay nhà khách. Phần còn lại gọi là tum, là nơi sinh hoạt thiêng liêng của từng gia đình,không ai được vào, nếu không có sự đồng ý của gia chủ,nhiều tum gộp lại trở thành 1 nóc (nhà dài hay còn gọi là nhà tàu lửa), đứng đầu mỗi nóc là một già làng. Nơi đây, người dân vẫn bảo tồn được các di sản văn hóa vật thể và phi vật thể quý báu.
Người Kor vốn có tín ngưỡng nguyên thủy vạn vật hữu linh, thờ những đỉnh núi cao gọi là núi Ông, núi Bà. Trong di sản văn hóa dân tộc Kor có truyện cổ tích (đã được sưa tầm, dịch thuật và xuất bản), có các làn điệu như xà ru, a giới, cà ru, a lát, a-rợp... Người Kor thích đánh chiêng và có nhiều giai điệu chiêng đặc sắc, lễ hội của người Kor thì có lễ ăn lúa mới, làm nhà mới, lễ giã rạ, đặc sắc có lễ cưới, lễ rước hồn lúa, lễ hội hiến trâu rất đậm màu sắc dân tộc. Trong lễ hiến trâu có cây nêu và cây gu, 2 công trình điêu khắc hết sức độc đáo riêng có của Người Kor. Cây nêu của dân tộc Kor được dựng khá cao, với nhiều nét hoa văn, đan, khắc tinh xảo, có hình tượng chim chèo bẻo trên đầu nêu, thể hiện quan niệm thẩm mĩ và bàn tay khéo léo của các nghệ nhân Kor. Riêng bộ gu trong nhà là di sản riêng có của dân tộc Kor, không thể tìm thấy ở các dân tộc khác. Gu có gu pi và gu pô thể hiện giống nòi, sự sinh tồn của dân tộc được treo giữa nhà, có con chim đại bàng lớn được khắc vạch các hoa văn đỏ, trắng trên nền đen. Gu dẹt hay la vang treo ở cửa trước tum. Trên la vang là cả một bức tranh liên hoàn, trong đó có vẽ các hình ảnh, hoa lá, sinh hoạt rất đặc thù. Người Kor giỏi đan lát, trồng trọt, chăn nuôi, săn bắt và hái lượm, những sản phẩm đồ đan của người Kor thật sự là những tác phẩm nghệ thuật tinh xảo, đẹp mắt. Những kinh nghiệm về trồng, chế biến, khai thác quế, kinh nghiệm chữa bệnh.... cũng là những tri thức dân gian quý báu. Về di sản văn hóa Việt ở Trà Bồng thì có thể kể đến những bài ca dao, các điệu hát dân ca còn lưu truyền tới ngày nay. Giữa người Kor và người Việt ở Trà Bồng cũng có sự giao thoa văn hóa với nhau khá đậm nét đó là người Kor cũng có bộ lễ phục áo dài vốn là sản phẩm của miền xuôi, ở Điện Trường Bà người Kinh, người Kor đều tới cúng lễ, tưởng niệm bà Thánh Mẫu Thiên Y A Na, biểu tượng cho tinh thần đại đoàn kết các dân tộc ở Trà Bồng. Lăng thờ Bạch Hổ ở Thị trấn Trà Xuân cũng là biểu tượng của giao lưu văn hóa Việt – Kor.
Các hoạt động Văn hóa, Thể thao từng bước được đầu tư và phát triển, các thiết chế văn hóa được đầu tư xây dựng từ huyện đến cơ sở, các công trình tiêu biểu: Quảng Trường 28/8, Trung tâm Văn hóa – Thể thao. Sắp đến đầu tư Sân vận động, Khu bảo tồn Văn hóa các dân tộc huyện Trà Bồng, Cung Văn hóa thiếu nhi, Công viên 28/8.
Hoạt động Du lịch được hình thành và từng bước phát triển, góp phần phục vụ nhu cầu tham quan của nhân dân và du khách trong và ngoài tỉnh như. Huyện ủy ban hành Nghị quyết chuyên đề, Hội đồng nhân dân phê duyệt Đề án phát triển Du lịch Trà Bồng giai đoạn 2011-2015, định hướng đến năm 2020.
Hoạt động Y tế, giáo dục được quan tâm đặc biệt, từng bước phát triển.

## Du lịch
- Các di tích của cuộc khởi nghĩa Trà Bồng ở miền tây Quảng Ngãi được Bộ Văn hóa, Thể thao và Du lich Việt Nam xếp hạng
- Thác Cà Đú
- Khu du lịch sinh thái nghỉ dưỡng Cà Đam đang trong quá trình khảo sát đầu tư.